# Lostorf
Lostorf is een gemeente en plaats in het Zwitserse kanton Solothurn en maakt deel uit van het district Gösgen.

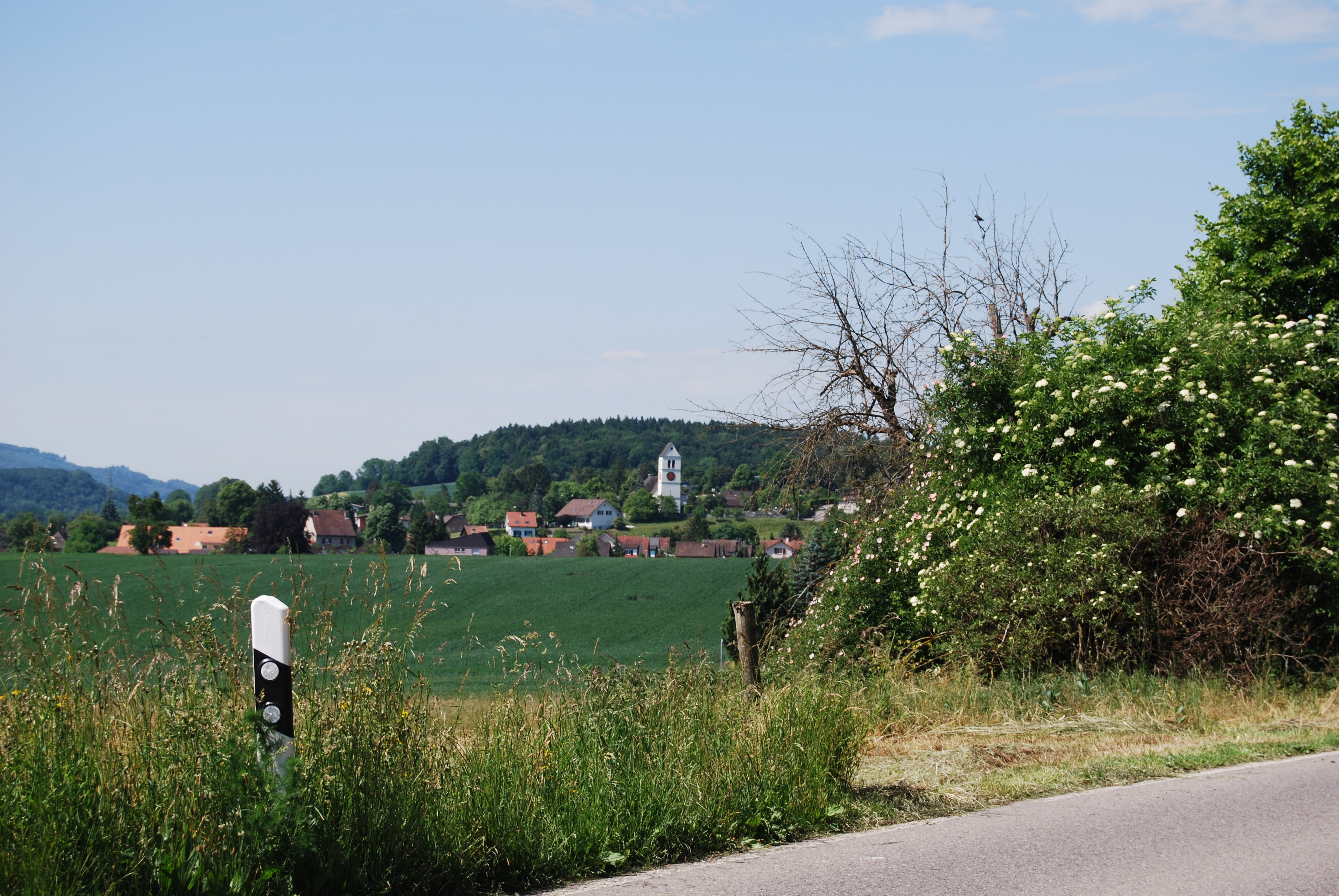
Lostorf

Lostorf telt 3636 inwoners.